# Gérard Penot
Gérard Penot, né en 1949 à Paris, est un urbaniste français. Il fonde en 1980 l'Atelier Ruelle.

## Biographie
Alors qu'il était technicien spécialisé dans la construction de machines-outils pour l’agroalimentaire, il s'inscrit à l'université de Vincennes pour suivre les cours de grands noms de grands théoriciens de l'urbanisme tels que François Ascher ou Françoise Choay.
Il suivra également un cursus d'architecture à l'UP6, mais n'en obtiendra pas le diplôme, trop occupé par la création de l'Atelier Ruelle .

## Récompenses
- Grand prix de l'urbanisme 2015[1],[3]